# Mauro Lanaro
Mauro Lanaro – kanadyjski kierowca wyścigowy.

## Biografia
W 1974 roku zadebiutował w Kanadyjskiej Formule Atlantic, a w sezonie 1980 – w edycji Północnoamerykańskiej. Ścigał się tam samochodem własnej konstrukcji, LM Special, opartym na Marchu 74B. W roku 1985 zadebiutował w serii Can-Am, gdzie ścigał się Marchem 744. Zajął wówczas piąte miejsce na koniec sezonu. W 1986 roku został sklasyfikowany na trzecim miejscu w serii. Karierę zawodniczą Lanaro zakończył po 1989 roku.
Jest założycielem zespołu wyścigowego LM Racing, uczestniczącym m.in. w Kanadyjskiej Formule Ford.